# ネットプロテクションズホールディングス
株式会社ネットプロテクションズホールディングス（英文社名：Net Protections Holdings,Inc.）は、東京都千代田区麹町に本社を置く、BNPL決済サービスを提供する日本の会社。

## 概要
ネットプロテクションズホールディングスは、アドバンテッジ パートナーズが、ネットプロテクションズからの株式移転により、2018年に設立した会社。代表取締役社長の柴田紳と、取締役CTOの鈴木史朗により立ち上げられた未回収リスク保証型の後払い決済サービスを提供し、2021年に東京証券取引所市場第一部に上場。

## 沿革
- 2000年 - ネットプロテクションズを設立[3]。
- 2002年 - 「NP後払い」サービスの提供開始[3]。
- 2016年 - アドバンテッジ パートナーズが設立したAP53が、旧ネットプロテクションズを子会社化し、NPホールディングスに商号を変更[3]。
- 2018年 - NPホールディングスがネットプロテクションズを吸収合併し、ネットプロテクションズに商号を変更するとともに株式移転によりNPホールディングスを設立。NPホールディングスがネットプロテクションズホールディングスに商号を変更[3]。
- 2021年 - ジェーシービーから出資を受ける。東京証券取引所市場第一部に上場[3]。
- 2021年 - 台湾に子会社「恩沛科技股份有限公司（NP Taiwan, Inc.）」を創業